# Ippodromo dei Fiori
Ippodromo dei Fiori är en travbana i Villanova d'Albenga i provinsen Savona i Italien, öppnad 1991. Huvudbanans totala längd är 1000 meter.

## Om banan
Ippodromo dei Fiori öppnades 1991 och arrangerade till en början endast tävlingar under sommarmånaderna. Då många turister semestrade i Ligurien blev banan väldigt populär, dels på grund av dess läge, och att det var den enda travbanan i Ligurien. Sedan 2000, då banan bytte ägare, har den arrangerat tävlingar året om, mycket tack vare det milda klimatet.
Banan är 1000 meter lång och 24 meter bred.